# Geoffrey Kondogbia
Geoffrey Edwin Kondogbia (* 15. Februar 1993 in Nemours, Île-de-France) ist ein zentralafrikanisch-französischer Fußballspieler, der beim französischen Erstligisten Olympique Marseille spielt. Der zentrale Mittelfeldspieler ist Kapitän der Zentralafrikanischen Republik.

## Karriere

### Vereine

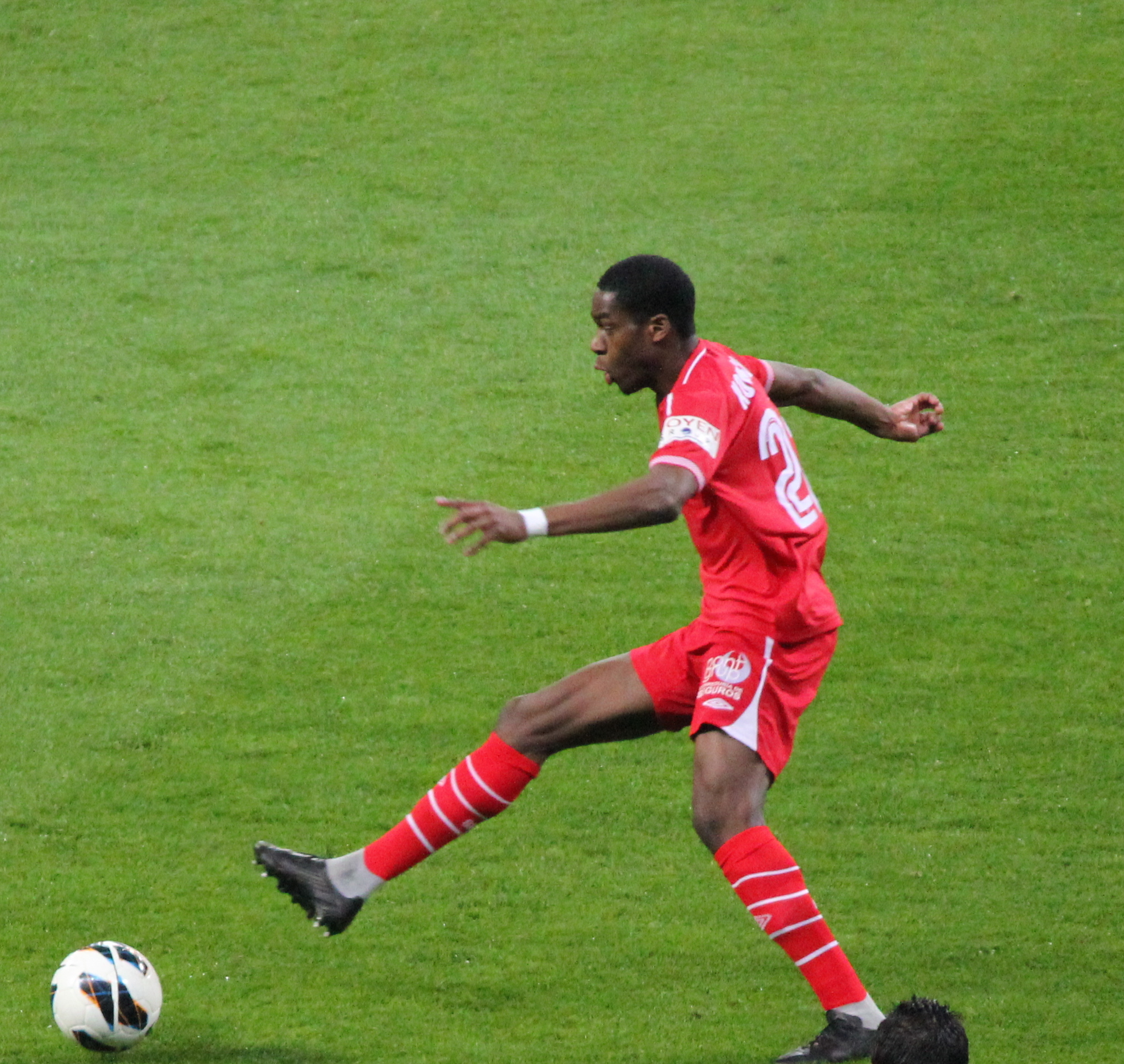
Kondogbia im Trikot des FC Sevilla (2013)

Kondogbia, dessen Eltern aus der Zentralafrikanischen Republik stammen, hatte in seiner Jugend lange für den FC Nandy gespielt, bevor er über den Verein US Sénart-Moissy im Jahr 2004 zum französischen Profiklub RC Lens kam. Dort durchlief er zunächst die Jugendmannschaften. Im August 2010 lief er erstmals für die zweite Mannschaft auf; sein Profidebüt gab er dann am 21. November 2010 in der Ligue 1. Zum damaligen Zeitpunkt war er 17 Jahre alt. In der Saison 2010/11 machte er insgesamt drei Spiele für sein Team, das am Ende der Saison in die zweite französische Liga abstieg. In der darauffolgenden Spielzeit 2011/12 wurde er zum Stammspieler und absolvierte 32 Ligapartien, bei denen er ein Tor erzielte. Die Mannschaft schloss die Spielzeit auf einem Mittelfeldplatz ab; Kondogbia hatte durch seine Leistungen als junges Talent jedoch einige große Vereine auf sich aufmerksam gemacht.
Letztlich wechselte er im Juli 2012 zum spanischen Erstligisten FC Sevilla, bei dem er einen Vertrag bis 2017 unterschrieb. Sein erstes Pflichtspiel für seinen neuen Verein bestritt er am 15. September 2012 in der Liga gegen Real Madrid. Nachdem er am Anfang der Saison meist nur Einwechselspieler gewesen war, erkämpfte er sich im Laufe des Jahres einen Platz in der Startelf des Klubs und absolvierte in seiner Debütsaison in Spanien 37 Pflichtspiele.
Am 30. August 2013 wechselte Kondogbia zurück in die Ligue 1 zur AS Monaco, bei der er einen Fünfjahresvertrag bis zum 30. Juni 2018 unterschrieb. Am 15. September kam er in einem Ligaspiel gegen den FC Lorient zu seinem ersten Pflichtspieleinsatz für Monaco. Im defensiven Mittelfeld wurde er zu einer wichtigen Stütze der Mannschaft.
Nach zwei Jahren in Monaco wurde Kondogbia erneut transferiert und wechselte nach Italien zu Inter Mailand.
Im Sommer 2017 wechselte Kondogbia auf Leihbasis zum FC Valencia inklusive Kaufoption. Anschließend verpflichtete der FC Valencia ihn fest, mit einer Vertragslaufzeit bis 2022. Seit 2020 steht er bei Atlético Madrid unter Vertrag.
Im Sommer 2023 wechselte er nach Frankreich zu Olympique Marseille.

### Nationalmannschaft
Kondogbia durchlief von der U-16 an jede Jugendnationalmannschaft Frankreichs. Am häufigsten – jeweils 12-mal – lief er für die U-18 und die U-19 auf. Im Jahr 2012 stand er im französischen Aufgebot bei der U-19-EM. Im Sommer 2013 bestritt er mit der U-20-Nationalelf die WM in der Türkei, bei der die Mannschaft schließlich den Titel holte. Am 14. August 2013 wurde er im Alter von 20 Jahren zum A-Nationalspieler, als er gegen Belgien auf dem Platz stand. Wenig später wurde er erstmals für die U-21-Nationalmannschaft nominiert.
Da alle fünf Spiele, die er für Frankreich in der A-Nationalmannschaft absolvierte, Testspiele waren, hatte Kondogbia weiterhin die Option, für die Nationalmannschaft der Zentralafrikanischen Republik zu spielen, aus der seine Eltern stammen. Er debütierte am 12. Oktober 2018, als er bei der 0:4-Auswärtsniederlage gegen die Elfenbeinküste in der Qualifikation zum Afrika-Cup 2019 als Kapitän zum Einsatz kam. Am 18. November 2018 erzielte Kondogbia in der 94. Minute den Ausgleichstreffer zum 2:2-Entstand gegen Ruanda; Dies war sein erstes Länderspieltor.

## Weiteres
Kondogbias älterer Bruder Evans ist ebenfalls Profifußballer.
Kondogbia wird vor allem im zentralen Mittelfeld eingesetzt, kann aber auch als defensiver Mittelfeldspieler sowie als Linksverteidiger spielen. Er verfügt sowohl in der Defensive als auch in der Offensive über Stärken.

## Erfolge
- 2013: U-20-Weltmeister
- Copa del Rey 2018/19: Pokalsieger[11]

## Statistik
Stand: Saisonende 2014/15. Nicht berücksichtigt wurde der Ligapokal.
| Saison  | Mannschaft    | Liga             | Spiele (Tore) | Spiele (Tore) | Spiele (Tore)        |
| Saison  | Mannschaft    | Liga             | Liga          | Pokal         | Europapokal          |
| ------- | ------------- | ---------------- | ------------- | ------------- | -------------------- |
| 2010/11 | RC Lens       | Ligue 1          | 03 (0)        | 00 (0)        | (nicht qualifiziert) |
| 2011/12 | RC Lens       | Ligue 2          | 32 (1)        | 00 (0)        | (nicht qualifiziert) |
| 2012/13 | FC Sevilla    | Primera División | 31 (1)        | 06 (0)        | (nicht qualifiziert) |
| 2013/14 | AS Monaco     | Ligue 1          | 26 (1)        | 04 (0)        | (nicht qualifiziert) |
| 2014/15 | AS Monaco     | Ligue 1          | 23 (1)        | 02 (0)        | 8 (1) (a)            |
| 2015/16 | Inter Mailand | Serie A          | 00 (0)        | 00 (0)        | 0 (0)                |